# Zhan Xugang
Zhan Xugang (15 de maio de 1974, em Kaihua, Quzhou, província de Zhejiang) é um chinês, campeão mundial e olímpico em halterofilismo.
Zhan Xugang obteve medalha de ouro na categoria até 70 kg, em Atlanta 1996, com 357,5 kg no total combinado (162,5 kg no arranque e 195 no arremesso). Quatro anos mais tarde ele ganhou a medalha de ouro na classe até 77 kg, com 367,5 kg (160+207,5).
Quadro de resultados
| Ano  | Posição | Competição                           | Classe de peso | Marca                   |
| 1993 | 1.      | Campeonato Mundial Júnior em Cheb    | –70 kg         | 325 kg (145+180)        |
| 1994 | 1.      | Campeonato Mundial Júnior em Jacarta | –70 kg         | 327,5 kg (145+182,5)    |
| 1994 | 1.      | Jogos Asiáticos em Hiroshima         | –76 kg         |                         |
| 1994 | /       | Campeonato Mundial em Istambul       | –70 kg         | Não concluiu            |
| 1995 | 1.      | Campeonato Mundial em Guangzhou      | –70 kg         | 347,5 kg (157,5+190)    |
| 1996 | 1.      | Jogos Olímpicos em Atlanta           | –70 kg         | 357,5 kg (162,5+195)    |
| 1997 | 2.      | Campeonato Mundial em Chiang Mai     | –70 kg         | 352,5 kg (157,5+195,5)* |
| 1998 | /       | Campeonato Mundial em Lahti          | –77 kg         | Não concluiu            |
| 1998 | 1.      | Jogos Asiáticos em Bangkok           | –77 kg         | 355 kg (160+195)        |
| 1999 | 1.      | Campeonato Asiático em Wuhan         | –77 kg         |                         |
| 1999 | 4.      | Campeonato Mundial em Atenas         | –77 kg         | 365 kg (162,5+202,5)    |
| 2000 | 1.      | Campeonato Asiático em Osaka         | –77 kg         |                         |
| 2000 | 1.      | Jogos Olímpicos em Sydney            | –77 kg         | 367,5 kg (160+207,5RO)  |
| 2003 | /       | Campeonato Mundial em Vancouver      | –77 kg         | Não concluiu            |
| 2003 | 3.      | Campeonato Asiático em Almati        | –77 kg         | 350 kg (160+190)        |
| 2004 | /       | Jogos Olímpicos em Atenas            | –77 kg         | Não concluiu            |

*Levantou 353 kg no total exatamente, mas o peso no total era padronizado para intervalos de 2,5 kg. Ver também: recordes mundiais do halterofilismo.
Zhan Xugang definiu seis recordes mundiais — quatro antes da reestruturação das classes de peso em 1997 (ver também: recordes mundiais do halterofilismo) na categoria até 70 kg — dois no arranque, dois no arremesso e um no total combinado (arranque + arremesso); e um após a reestruturação das classes de peso em 1997 — no arremesso, na categoria até 77 kg. Seus recordes foram:
| Data                                               | Disciplina | Marca    | Classe de peso | Lugar      |
| -------------------------------------------------- | ---------- | -------- | -------------- | ---------- |
| 1996                                               | Arranque   | 160,5 kg | –70 kg         | Yachiyo    |
| 1996                                               | Arranque   | 162,5 kg | –70 kg         | Atlanta    |
| 1996                                               | Arremesso  | 195 kg   | –70 kg         | Atlanta    |
| 1996                                               | Arranque   | 357,5 kg | –70 kg         | Atlanta    |
| 1997                                               | Arremesso  | 195,5 kg | –70 kg         | Chiang Mai |
| Após a reestruturação das classes de peso em 1998: |            |          |                |            |
| 1999                                               | Arremesso  | 206 kg   | –77 kg         | Wuhan      |